# سرور خانگی
سرور خانگی (انگلیسی: Home server) به یک سرور کامپیوتری مستقر در محلی مسکونی اطلاق می‌شود، که از طریق شبکه محلی یا اینترنت، به سایر دستگاه‌های شبکه خانگی یا خارج از شبکه خانگی، خدمات ارائه می‌دهد. این خدمات می‌تواند شامل: اشتراک‌گذاری فایل و پرینتر، سینمای خانگی، سرورهای وب، حافظه نهان وب، همگام‌سازی، تقویم و خدمات پشتیبانی باشد.